# Bertha Alicia Rivas Lucero
Bertha Alicia Rivas Lucero (Delicias,Chihuahua, 2 de septiembre de 1959) es una docente e investigadora mexicana.  Participó como observadora en la reunión de la Organización de Naciones Unidas COP16 sobre cambio climático que se llevó a cabo en Cancún, México. Fue invitada por el gobierno de Israel para capacitación en tratamiento de aguas residuales, es miembro de la International Water Association (Asociación Internacional del Agua).  Es evaluadora de proyectos del gobierno del Estado de Chihuahua y PRODEP.

## Trayectoria
Obtuvo su título de Ingeniera Agrónoma Fitotecnista en 1983 en la Facultad de Ciencias Agrícolas y Forestales (FCAyF) de la Universidad Autónoma de Chihuahua (UACH). Obtuvo reconocimiento por la institución:  Los Mejores estudiantes de México avalado por CONACYT y el Instituto Mexicano de Cultura.
Realizó la maestría en Ciencias en Producción Agrícola en Áreas de Temporal Deficiente en la FCAyF de la UACH, titulándose en 1993. En el año 2003 obtuvo el doctorado en Ciencias en Materiales en el Área Ambiental, cursado en el Centro de Investigación en Materiales Avanzados (CIMAV).
En el 2015 fue Secretaria Administrativa de la FCAyF y desde el 2022 es Secretaria de Investigación y Posgrado.  Ha participado en proyectos de investigación financiados por Conacyt y Fundación Produce.
Sus investigaciones han estado centradas en el medio ambiente y desarrollo sustentable Ha realizado estancias académicas y de investigación en Cuba, Nueva Zelanda y Brasil.   Ha sido árbitro de revistas nacionales e internacionales. Ponente en congresos nacionales e internacionales en países como Italia, España, Portugal.  Ha publicado como autora y coautora en revistas científicas arbitradas e indexadas como: Somexaa, Agrociencia, Tecnociencia, Recursos Naturales, Biológico agropecuaria, Soils, Science of the Total Environment.
Ha dirigido tesis de licenciatura y maestría trabajando en análisis de ciclo de vida de la producción de leche, chile chipotle, nuez pecanera; huella hídrica; gestión de los desechos del ganado lechero, uso eficiente del agua, requerimientos hídricos del nogal, desinfección de aguas residuales con extractos naturales entre otras.
Es coordinadora del cuerpo académico UACH CA-100: Desarrollo y Transferencia de tecnología, además cuenta con perfil PRODEP (Programa para el Desarrollo Profesional Docente) y desde el 2020 es integrante del Sistema Nacional de Investigadores. 

## Reconocimientos
Obtuvo beca por parte  del gobierno de Israel para realizar un curso sobre “Tratamiento de aguas residuales en la agricultura” en el Centro de Capacitación Mashav.
En el 2014 obtuvo la Presea a la Excelencia Docente (obteniendo la Estatuilla Atenea) otorgada por la UACH, por haberse distinguido como profesora  de excelencia de la carrera de Ingeniero Agrónomo Fitotecnista.

## Investigaciones
Sus investigaciones han estado centradas en el medio ambiente y desarrollo sustentable, especialmente el área de: Contaminación de agua; Calidad del agua de riego; Manejo y tratamiento de aguas residuales; Gestión de desechos del ganado; Evaluación de impactos ambientales.
Algunas de las investigaciones en las que ha participado son:
- Salt Content of Dairy Farm Effluents as an Indicator of Salinization Risk to Soils.
- An overview of nitrate sources and operating processes in arid and semiarid aquifer systems.
- Listado florístico preliminar del humedal Río San Pedro-Meoqui a siete años de su designación Ramsar.
- Requerimientos hídricos a largo plazo del Nogal con Imágenes de satélite en la región centro sur del estado de Chihuahua.[5][6]